# Herpes simpleks
 Ovo je glavno značenje pojma Herpes simpleks. Za virus koji uzrokuje ovu infekciju pogledajte Herpes simpleks (virus).
Herpes simpleks je uobičajena virusna infekcija koja ima svoju primarnu a potom i sekundarnu fazu kada se povremeno vraća. Postoje dva tipa herpesa simplexa: herpes simplex tip 1 i herpes simplex tip 2, a isto tako jedna osoba može biti zaražena s oba tipa virusa, koji mogu izazivati probleme na različitim dijelovima tijela.

#### Herpes simplex tip 1
Procjenjuje se da je njime zaraženo 60% djece u dobi do 10 godina. Broj zaraženih i nositelja virusa stalno raste i doseže čak do 80-90% starijih od 50 godina. Ovaj tip virusa najčešće se prenosi preko usta, neposrednim kontaktom (dovoljan je poljubac ili kap sline). Zaraza može proći bez ikakvih simptoma ili simptomima sličnim infekciji gornjih dišnih putova.
Virus se nakon prvog kontakta s domaćinom nasadi na dio živčanog sustava oko usana i ostaje doživotno u tijelu, te se povremeno ili češće "budi". Najčešći razlozi koji ga aktiviraju povezani su padom imuniteta, gripom, prehladom, stresom, povišenom tjelesnom temperaturom, hladnoćom, menstruacijom.
Iako je infekcija virusom herpes simplex tip 1 relativno bezazlena, komplikacije nastaju ako se bolest proširi na druge dijelove tijela, a posebno je opasan prijelaz na oči, gdje virus može uzrokovati infekciju oka, uz vjeđe, spojnicu i rožnicu i tako dovesti do oštećenja rožnice. Za vrijeme infekcije (dok postoji ranica) treba izbjegavati ljubljenje, kao i oralni seks, jer herpes simplex tip 1 može zahvatiti i spolne organe. Bolest nije izlječiva, već se samo ublažava sredstvima za olakšanje simptoma.

#### Herpes simpex tip 2
Često ga nazivaju i genitalnim herpesom iako se procjenjuje da oko 30% slučajeva potječe od herpesa simplex tip 1, a ostalih 70% izaziva herpes simplex tip 2. Kod muškaraca se bolest (mjehurići ispunjeni tekućinom) pojavljuje na sluznici penisa i na prepuciju, a kod žena počinje upalom stidnice, osjećajem neugode i svrbeži, zatim se pojavljuju mjehurići na vanjskim spolnim organima.
Bolest se ne može potpuno izliječiti, već samo ublažiti antivirusnim lijekovima i kremama za lokalnu uporabu.

## Vanjske poveznice
- O herpesu (PDF)  Arhivirana inačica izvorne stranice od 7. svibnja 2006. (Wayback Machine)

|  | Molimo pročitajte upozorenje o korištenju medicinskih informacija. Ne provodite liječenje bez savjetovanja s liječnikom! |